# لوز دوارتي
لوز دوارتي (بالإسبانية: Luz Duarte)‏ (29 أغسطس 1995 بالمكسيك - ) هو لاعب كرة قدم مكسيكي في مركز الهجوم. شارك مع منتخب المكسيك تحت 17 سنة للسيدات لكرة القدم ‏ ومنتخب المكسيك تحت 20 سنة للسيدات لكرة القدم ‏ ومنتخب المكسيك لكرة القدم للسيدات.

## وصلات خارجية
- لوز دوارتي على موقع قاعدة بيانات كرة القدم.إي يو (الإنجليزية)
- لوز دوارتي على موقع Soccerway.com (الإنجليزية)